# Encalyptaceae
Encalyptaceae é uma família de musgos da ordem Encalyptales, que inclui dois géneros. O género Bryobartramia, anteriormente incluído nesta família, foi colocado numa família autónoma.